# Primeira presidência de Grover Cleveland
O primeiro mandato de Grover Cleveland como presidente dos Estados Unidos teve início em 4 de março de 1885, quando tomou posse como 22º presidente do país, e terminou a 4 de março de 1889. Cleveland, um democrata de Nova Iorque, assumiu o cargo após a sua vitória sobre James G. Blaine, um republicano do Maine, nas eleições presidenciais de 1884. 
A sua primeira presidência terminou após a sua derrota nas eleições de 1888 para o republicano Benjamin Harrison, de Indiana. Cleveland venceu as eleições de 1884 com o apoio de um grupo de republicanos reformistas conhecido como Mugwumps [en], e alargou o número de cargos públicos protegidos pela lei de reforma da função pública de Pendleton [en]. Também vetou vários projetos de lei destinados a conceder  pensões e outros benefícios a várias regiões e indivíduos. Em resposta às práticas anti-livre mercado [en] dos caminhos-de-ferro, Cleveland assinou a lei do Comércio Interestadual de 1887 [en], que criou a primeira agência federal independente. Durante o seu primeiro mandato, procurou, sem êxito, revogar a Lei Bland-Allison [en] e baixar as tarifas aduaneiras. A crise de Samoa foi o principal acontecimento da política externa do primeiro mandato de Cleveland, que terminou com um protetorado tripartido nas ilhas Samoa.
Cleveland foi o primeiro democrata eleito para a Presidência desde antes da Guerra Civil. Quatro anos após a conclusão do seu primeiro mandato, tornou-se o primeiro presidente dos Estados Unidos a abandonar o cargo após um mandato e a ser posteriormente eleito para um  segundo mandato, tendo derrotado Harrison em 1892 e iniciado a sua segunda presidência em 4 de março de 1893, como 24º presidente.

## Eleições de 1884
Grover Cleveland tinha-se tornado proeminente como defensor da reforma da função pública [en] e era visto como um candidato presidencial após a sua vitória nas eleições para governador de Nova Iorque em 1882 [en]. Samuel J. Tilden, o candidato do partido em 1876, era o primeiro candidato, mas recusou concorrer devido a problemas de saúde. Cleveland, Thomas F. Bayard, de Delaware, Allen G. Thurman [en], de Ohio, Samuel Freeman Miller [en], de Iowa, e Benjamin Butler, de Massachusetts, tinham, cada um deles, um número considerável de seguidores na Convenção Nacional Democrata de 1884 [en]. Bayard tinha-se pronunciado a favor da secessão em 1861, o que o tornava inaceitável para os nortenhos; Butler, pelo contrário, era injuriado em todo o Sul pelas suas ações durante a Guerra Civil; Thurman era geralmente bem visto, mas estava a envelhecer e a ficar doente, e as suas opiniões sobre a questão da prata eram incertas.

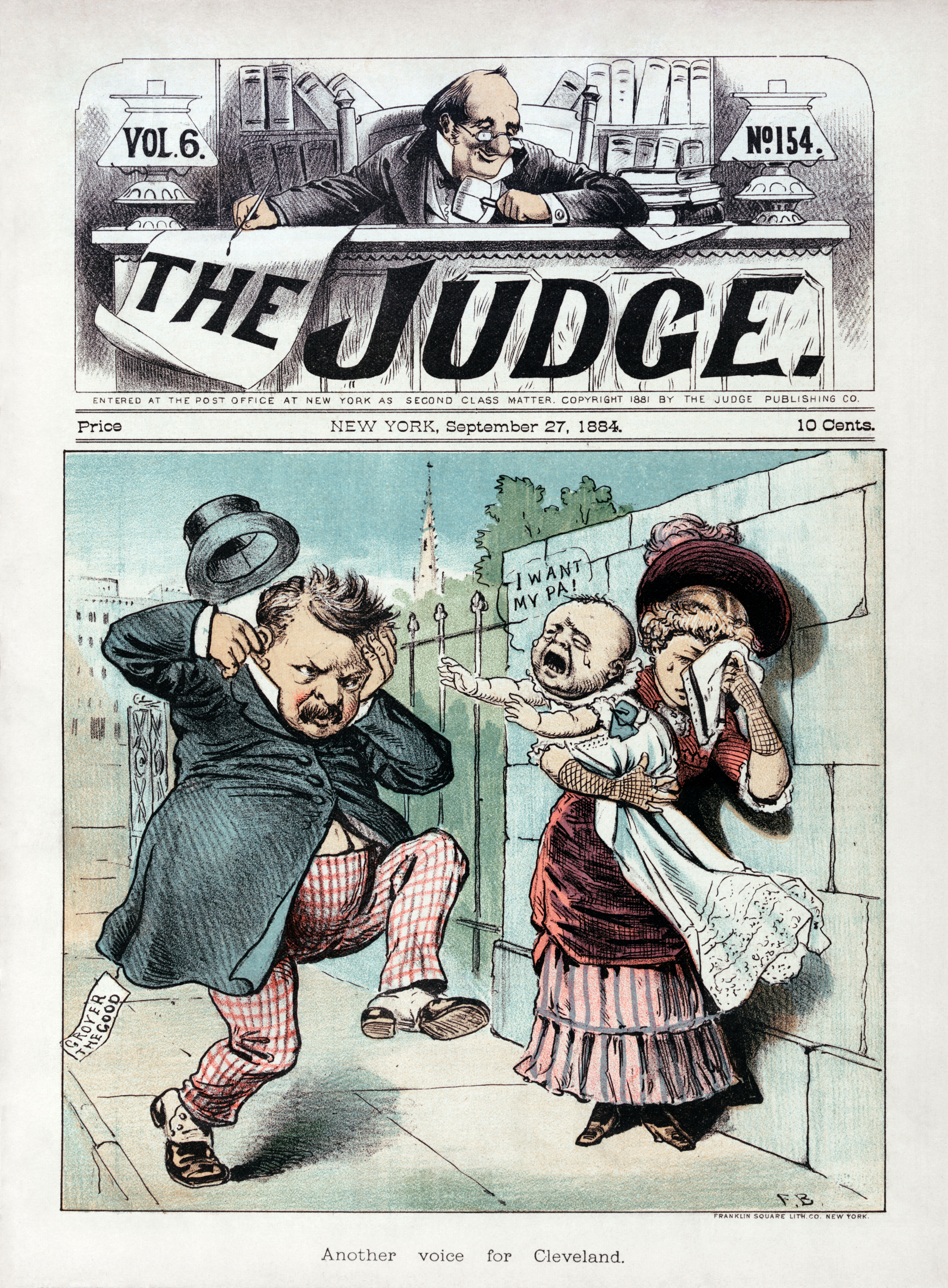
Um cartoon anti-Cleveland destaca o escândalo Halpin

Cleveland também tinha detratores – a máquina política de Tammany Hall opunha-se-lhe – mas a natureza dos seus inimigos fez-lhe ainda mais amigos. Também beneficiou do apoio do líder do partido estadual Daniel Manning [en], que posicionou Cleveland como o herdeiro natural de Tilden e enfatizou a importância dos votos do estado de Nova Iorque em qualquer vitória presidencial democrata. Cleveland liderou na primeira votação da convenção e conquistou a nomeação na segunda votação. Thomas A. Hendricks, de Indiana, foi escolhido como seu companheiro de chapa. A Convenção Nacional Republicana de 1884 [en] nomeou o ex-presidente da Câmara James G. Blaine, do Maine, para presidente; a nomeação de Blaine alienou muitos republicanos que viam Blaine como ambicioso e imoral.

Resultado eleitoral de 1884.

Blaine fez campanha com base na implementação de uma tarifa protetora, no aumento do comércio internacional e no investimento em projetos de infra-estruturas, enquanto a campanha democrata se centrou na ética de Blaine. Em geral, Cleveland seguiu o precedente de minimizar as deslocações e os discursos da campanha presidencial; Blaine foi um dos primeiros a romper com essa tradição. A corrupção na política tornou-se a questão central em 1884, e Blaine tinha-se envolvido, ao longo da sua carreira, em vários negócios questionáveis. A reputação de Cleveland como opositor da corrupção revelou-se o trunfo mais forte dos democratas. Os republicanos reformistas, chamados “Mugwumps [en]”, incluindo homens como Carl Schurz [en] e Henry Ward Beecher, denunciaram Blaine como corrupto e afluíram a Cleveland. Ao mesmo tempo que os Democratas ganhavam o apoio dos Mugwumps, perdiam alguns operários para o partido Greenback Labor Party [en], liderado por Benjamin Butler.
Como era de esperar, Cleveland conquistou a região do Solid South, enquanto Blaine conquistou a maior parte da Nova Inglaterra e do Centro-Oeste. Os votos eleitorais de Nova Iorque, Nova Jérsia, Indiana e Connecticut, muito disputados, determinaram a eleição. Depois de contados os votos, Cleveland ganhou por pouco os quatro estados decisivos; ganhou no seu estado natal, Nova Iorque, por uma margem de 0,1%, o que equivaleu a apenas 1200 votos. Cleveland ganhou o voto popular a nível nacional por um quarto de percentagem, enquanto ganhou o voto eleitoral por uma maioria de 219-182. A vitória de Cleveland fez dele o primeiro candidato presidencial democrata bem sucedido desde o início da Guerra Civil. Apesar do êxito da candidatura, os republicanos mantiveram o controle do Senado.

## Administração

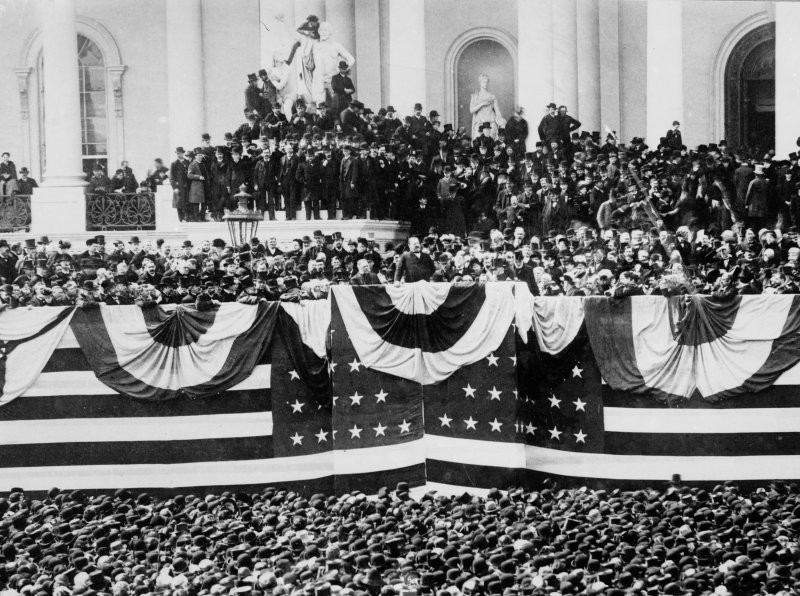
Posse de Cleveland em 1885

George Cleveland tomou posse como 22º presidente dos Estados Unidos em 4 de março de 1885. Nesse mesmo dia, Hendricks foi empossado como vice-presidente. Hendricks morreu 266 dias após o início do mandato e o cargo ficou vago, uma vez que, na altura, não existia qualquer disposição constitucional que permitisse preencher uma vaga de vice-presidente durante o mandato.

### Gabinete

#### Nomeações

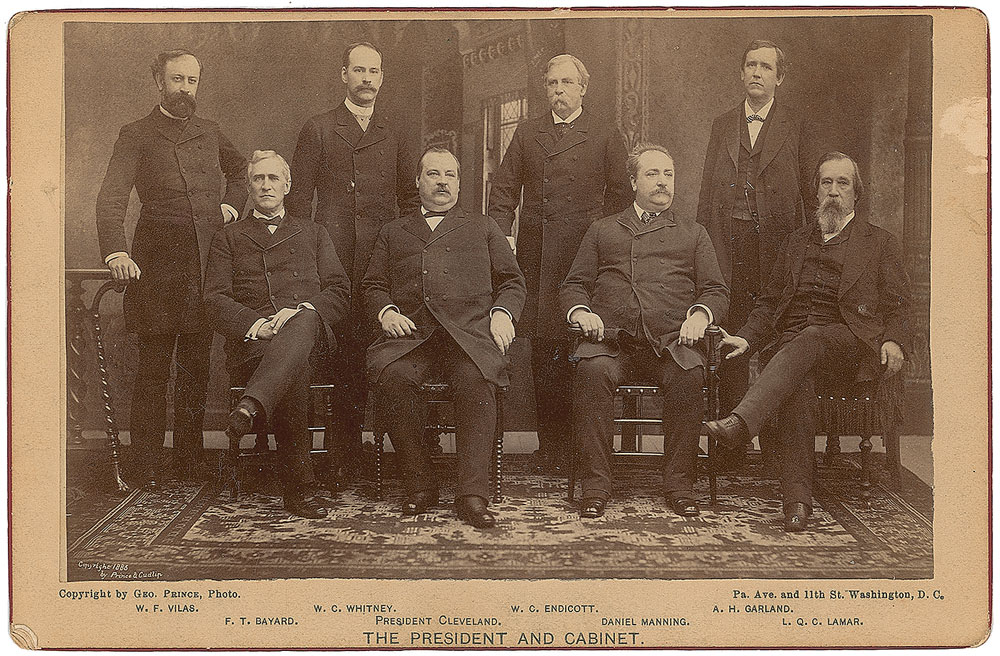
O primeiro gabinete de Cleveland em 1885.
Fila da frente (da esquerda para a direita): Thomas F. Bayard, Cleveland, Daniel Manning, Lucius Q. C. Lamar.
Fila de trás (da esquerda para a direita): William F. Vilas, William C. Whitney, William C. Endicott, Augustus H. Garland.

| Cargo                      | Nome                             | Período   |
| -------------------------- | -------------------------------- | --------- |
| Presidente                 | Grover Cleveland                 | 1885–1889 |
| Vice-presidente            | Thomas A. Hendricks              | 1885      |
| Vice-presidente (2)        | Nenhum                           | 1885–1889 |
| Secretário de Estado       | Thomas F. Bayard                 | 1885–1889 |
| Secretário do Tesouro      | Daniel Manning                   | 1885–1887 |
| Secretário do Tesouro (2)  | Charles S. Fairchild             | 1887–1889 |
| Secretário da Guerra       | William Crowninshield Endicott   | 1885–1889 |
| Secretário da Justiça      | Augustus H. Garland              | 1885–1889 |
| Diretor dos Correios       | William F. Vilas                 | 1885–1888 |
| Diretor dos Correios (2)   | Donald M. Dickinson              | 1888–1889 |
| Secretário da Marinha      | William Collins Whitney          | 1885–1889 |
| Secretário do Interior     | Lucius Quintus Cincinnatus Lamar | 1885–1888 |
| Secretário do Interior (2) | William F. Vilas                 | 1888–1889 |
| Secretário da Agricultura  | Norman Jay Colman                | 1889      |

Durante o período de transição presidencial [en], houve muita especulação sobre quem iria integrar o gabinete de Cleveland. Partiu-se do princípio de que seria oferecido a Thomas F. Bayard o cargo de Secretário de Estado. Em 27 de fevereiro de 1885, Cleveland terá escolhido todos os titulares de cargos no seu gabinete. No entanto, Daniel S. Lamont [en], o secretário privado de Cleveland, negou imediatamente as informações de que Cleveland tinha decidido as suas escolhas para o Gabinete e que tinha anunciado as suas seleções a outros.
Cleveland enfrentou o desafio de reunir o primeiro gabinete democrata desde a década de 1850, e nenhum dos indivíduos que nomeou para o seu gabinete tinha servido no gabinete de outra administração. O Senador Bayard, o mais forte rival de Cleveland para a nomeação de 1884, aceitou o cargo de Secretário de Estado. Daniel Manning, um importante conselheiro nova-iorquino de Cleveland, bem como um aliado próximo de Samuel Tilden, tornou-se Secretário do Tesouro. Outro nova-iorquino, o proeminente financeiro William Collins Whitney, foi nomeado Secretário da Marinha. Para o cargo de Secretário da Guerra, Cleveland nomeou William Crowninshield Endicott [en], um proeminente juiz do Massachusetts com ligações aos Mugwumps. Cleveland escolheu dois sulistas para o seu gabinete: Lucius Quintus Cincinnatus Lamar [en], do Mississipi, como Secretário do Interior, e Augustus H. Garland [en], do Arkansas, como Procurador-Geral. O chefe dos correios, William F. Vilas [en], do Wisconsin, era o único ocidental no gabinete. Daniel S. Lamont serviu como secretário particular de Cleveland, tornando-se uma das pessoas mais importantes da administração.

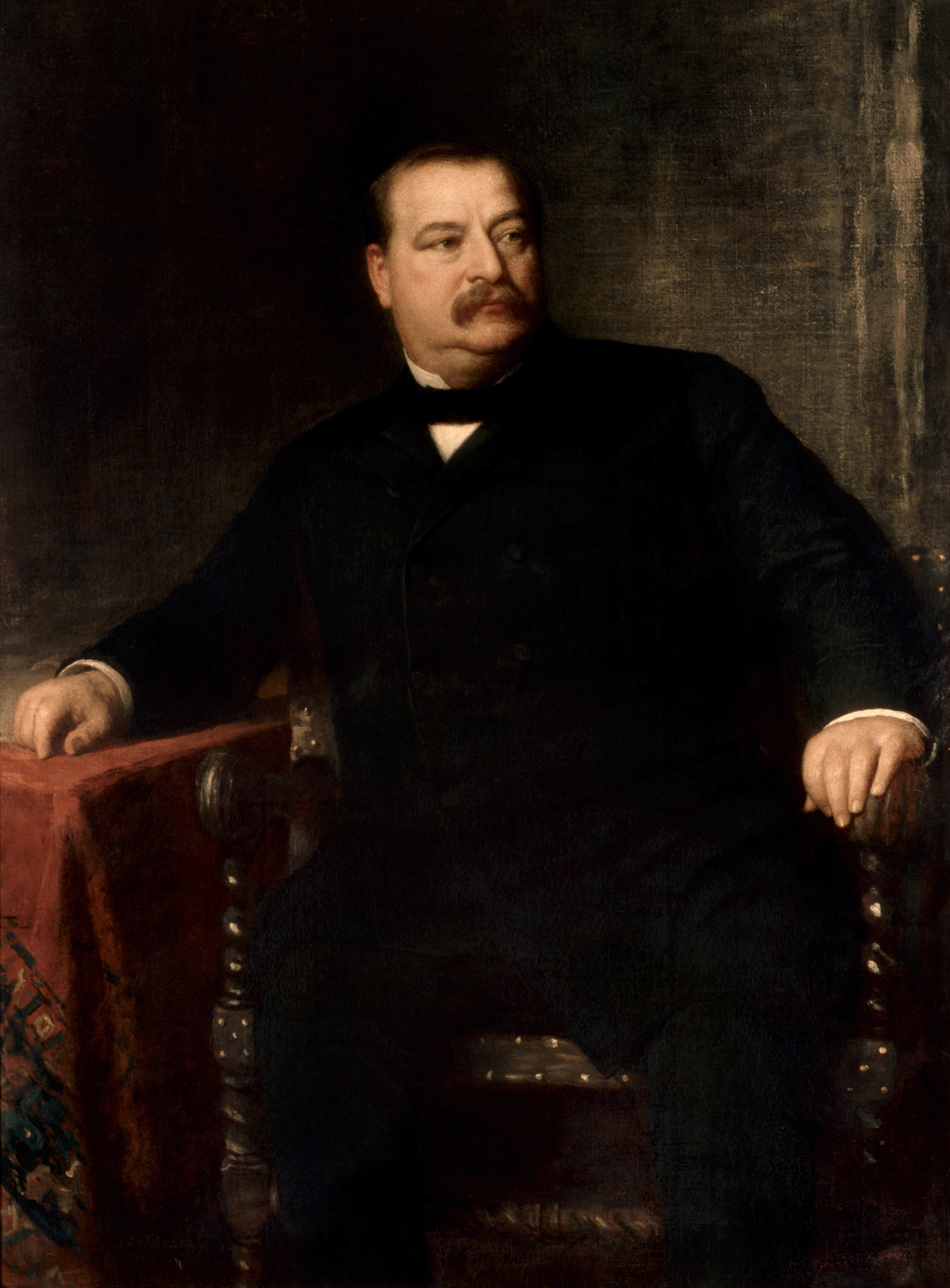
Pintura a óleo de Grover Cleveland, pintada em 1891 por en

### Casamento e filhos
Cleveland entrou na Casa Branca como solteiro e a sua irmã Rose Cleveland [en] foi a anfitriã durante os dois primeiros anos da sua administração. Em 2 de junho de 1886, Cleveland casou-se com Frances Folsom – que adotou posteriormente seu nome – no Salão Azul da Casa Branca.
Apesar de Cleveland ter supervisionado a educação de Frances após a morte do seu pai, o público não tomou nenhuma exceção à partida. Aos 21 anos, Frances Folsom Cleveland foi a Primeira Dama mais jovem da história, e o público rapidamente se entusiasmou com a sua beleza e personalidade calorosa. Aos 21 anos, Frances Folsom Cleveland foi a primeira-dama mais jovem da história, e o público rapidamente se entusiasmou com a sua beleza e personalidade calorosa.

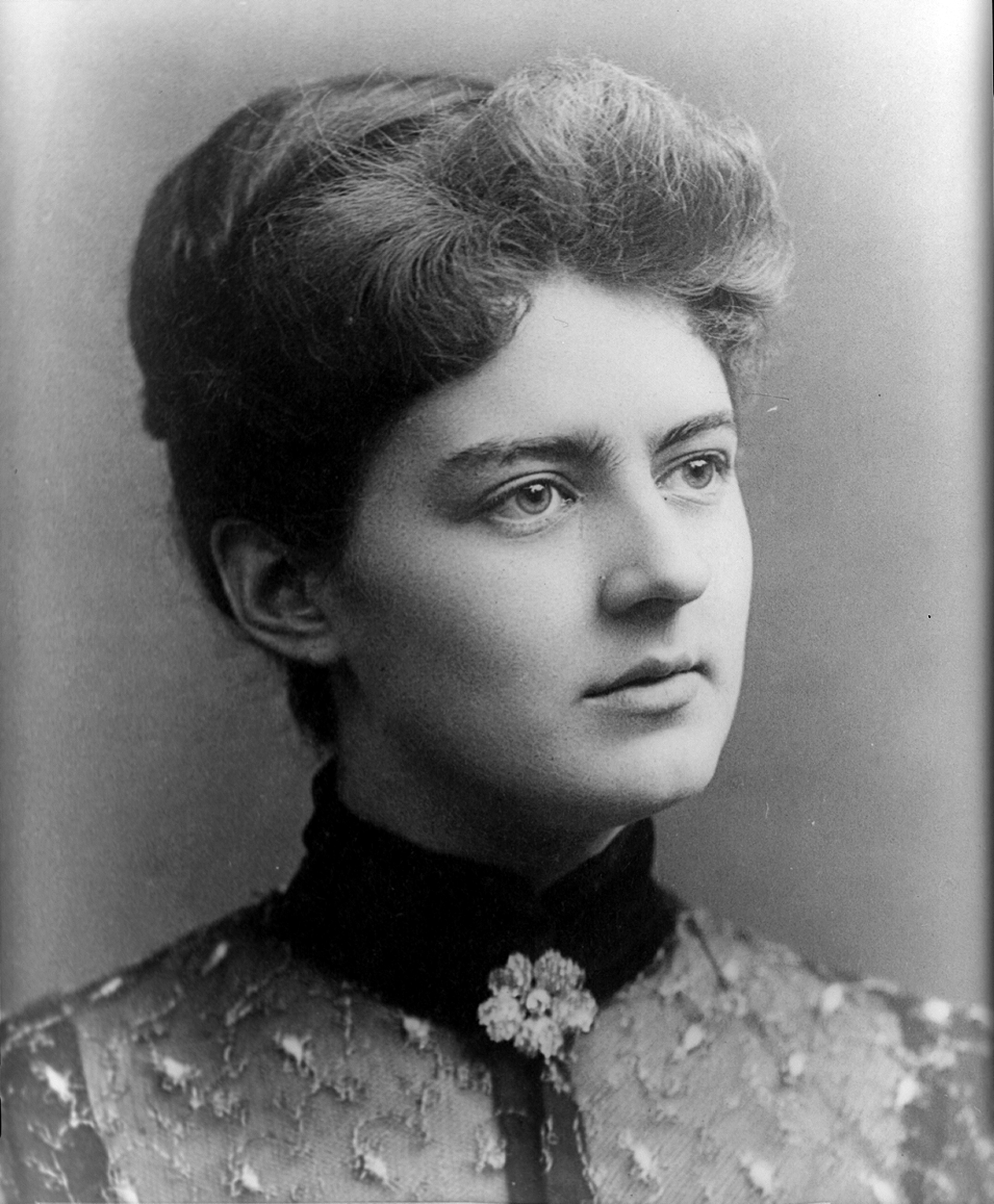
Frances Cleveland

### Reformas e função pública
Até à data, as nomeações presidenciais eram normalmente efetuadas segundo o spoils system. No entanto, Cleveland anunciou que não despediria nenhum republicano que estivesse a fazer bem o seu trabalho e que não nomearia ninguém apenas com base no serviço partidário. Mais tarde em seu mandato, como seus colegas democratas se irritavam por terem sido excluídos do patrocínio, Cleveland começou a substituir mais titulares de cargos partidários republicanos por democratas; esse foi especialmente o caso dos cargos de formulação de políticas. Embora algumas de suas decisões tenham sido influenciadas por preocupações partidárias, a maioria das nomeações de Cleveland foi decidida apenas pelo mérito do que nas administrações de seus antecessores. Durante seu primeiro mandato, Cleveland também ampliou o número de cargos federais sujeitos ao sistema de mérito (nos termos da Lei de Reforma do Serviço Civil de Pendleton, recentemente aprovada) de 16.000 para 27.000. Devido aos esforços de Cleveland e Harrison, entre 1885 e 1897, a porcentagem de funcionários federais protegidos pela Lei de reforma do serviço civil de Pendleton [en] aumentou de 12% para 40%. No entanto, muitos Mugwumps ficaram desapontados com a falta de vontade de Cleveland em promover um serviço civil verdadeiramente apartidário.
Cleveland foi o primeiro presidente democrata sujeito à lei de posse do cargo [en], originada em 1867; a lei pretendia exigir que o Senado aprovasse a demissão de qualquer nomeado presidencial que estivesse originalmente sujeito a seu conselho e consentimento. Cleveland resistiu às tentativas do Senado de aplicar a lei e invocou o privilégio executivo [en] ao se recusar a entregar documentos relacionados às nomeações. Apesar das críticas de reformadores como Carl Schurz, a postura de Cleveland provou ser popular entre o público. O senador republicano George F. Hoar [en] propôs um projeto de lei para revogar a lei de posse do cargo [en], e Cleveland assinou a revogação como lei em março de 1887.
Em 1889, Cleveland sancionou uma lei que elevou o Departamento de Agricultura ao nível de gabinete, e Norman Jay Coleman tornou-se o primeiro Secretário de Agricultura dos Estados Unidos. Cleveland irritou os investidores em ferrovias ao ordenar uma investigação das terras ocidentais que eles possuíam por concessão do governo. O Secretário do Interior, Lamar, acusou que os direitos de passagem para essa terra devem ser devolvidos ao público porque as ferrovias não estenderam suas linhas de acordo com os contratos. As terras foram confiscadas, resultando na devolução de aproximadamente 330.000 quilômetros quadrados.

### Lei de Comércio Interestadual
Durante a década de 1880, o apoio público à regulamentação das ferrovias cresceu devido à indignação com as práticas anticompetitivas das ferrovias, como a “discriminação”, em que as ferrovias cobravam tarifas diferentes para clientes diferentes. Embora muitas vezes criticasse as práticas comerciais de magnatas das ferrovias, como Jay Gould, Cleveland geralmente relutava em envolver o governo federal em questões regulatórias. Apesar dessa relutância, após a decisão da Suprema Corte no caso Wabash, St. Louis & Pacific Railway Co. v. Illinois [en], de 1886, que limitou severamente o poder dos estados de regulamentar o comércio interestadual, Cleveland concordou com a legislação que previa a supervisão federal das ferrovias. Em 1887, ele assinou o Interstate Commerce Act of 1887 [en], que criou a Interstate Commerce Commission (ICC), uma comissão de cinco membros encarregada de investigar as práticas das ferrovias. A ICC foi encarregada de ajudar a garantir que as ferrovias cobrassem tarifas justas, mas o poder de determinar se as tarifas eram justas foi atribuído aos tribunais.
Além de criar a ICC, a Lei de Comércio Interestadual de 1887 exigia que as ferrovias divulgassem publicamente as tarifas e tornava ilegal a prática de agrupamento de ferrovias. A lei foi a primeira lei federal a regulamentar o setor privado nos Estados Unidos, e a ICC foi a primeira agência federal independente [en] do país. A lei de Comércio Interestadual teve apenas um efeito modesto sobre as práticas das ferrovias, pois advogados talentosos do setor e um judiciário conservador limitaram o impacto das várias disposições da lei.

### Vetos
Cleveland usou o veto com muito mais frequência do que qualquer outro presidente até aquele momento. Ele vetou centenas de projetos de lei de pensões privadas para veteranos da Guerra Civil, acreditando que, se os pedidos de pensões já haviam sido rejeitados pelo Bureau of Pensions [en], o Congresso não deveria tentar anular essa decisão. Quando o Congresso, pressionado pelo Grande Exército da República [en] (Grand Army of the Republic), aprovou um projeto de lei que concedia pensões para deficiências não causadas pelo serviço militar, Cleveland também o vetou. O Congresso, em resposta, destinou 10.000 dólares para a compra de sementes de grãos para os agricultores locais. Cleveland vetou a despesa. Em sua mensagem de veto, ele defendeu uma teoria de governo limitado:
| “ | Eu não consigo encontrar nenhuma justificativa para tal apropriação na Constituição, e não acredito que o poder e o dever do governo geral devam ser estendidos para o alívio do sofrimento individual que de nenhuma maneira está propriamente relacionado ao serviço ou benefício público. Uma tendência predominante de desconsiderar a missão limitada desse poder e dever deve, creio eu, ser firmemente resistida, para que a lição seja constantemente reforçada de que, embora o povo sustente o governo, o governo não deve sustentar o povo. A amizade e a caridade de nossos compatriotas podem sempre ser confiadas para aliviar seus concidadãos em infortúnio. Isso tem sido demonstrado repetidamente e muito recentemente. A ajuda federal em tais casos incentiva a expectativa de um cuidado paternal por parte do governo e enfraquece a firmeza do nosso caráter nacional, ao mesmo tempo que impede a indulgência entre nosso povo daquele sentimento e conduta amáveis que fortalecem os laços de uma fraternidade comum. | ” |

### Política monetária
Uma das questões mais voláteis da década de 1880 foi se a moeda deveria ser lastreada em ouro e prata ou somente em ouro. A questão ultrapassou as linhas partidárias, com os republicanos do oeste e os democratas do sul se unindo ao apelo pela livre cunhagem de prata e os representantes de ambos os partidos no nordeste favorecendo o padrão ouro. Como a prata valia menos do que seu equivalente legal em ouro, os contribuintes pagavam as contas do governo em prata, enquanto os credores internacionais exigiam o pagamento em ouro, resultando no esgotamento do suprimento de ouro do país. O bilateralismo tendia a resultar em inflação, o que, por sua vez, facilitava o pagamento dos empréstimos pelos devedores e aumentava os preços agrícolas. Por isso, era popular em muitos estados agrários.
Cleveland via a política monetária como uma questão econômica e moral; ele acreditava que a adesão ao padrão-ouro garantiria uma moeda estável e também achava que aqueles que haviam concedido empréstimos não deveriam ser penalizados pelo aumento da inflação. Cleveland e o Secretário do Tesouro Manning tentaram reduzir a quantidade de prata que o governo era obrigado a cunhar de acordo com a Lei Bland-Allison [en] de 1878. Cleveland também apelou, sem sucesso, ao Congresso para revogar essa lei antes de sua posse. Em resposta, um dos principais defensores da prata, Richard P. Bland [en], apresentou um projeto de lei em 1886 que exigiria que o governo cunhasse quantidades ilimitadas de prata, inflacionando a moeda, que estava se desvalorizando na época. Embora o projeto de lei de Bland tenha sido derrotado, o mesmo ocorreu com um projeto de lei favorecido pela administração que revogaria qualquer exigência de cunhagem de prata. O resultado foi a manutenção do status quo e o adiamento da resolução da questão do Free Silver.

### Tarifas
As taxas tarifárias americanas aumentaram drasticamente durante a Guerra Civil e, na década de 1880, a tarifa gerou tanta receita que o governo estava tendo um superávit. Cleveland não fez campanha sobre a tarifa na eleição de 1884, mas seu gabinete, assim como a maioria dos democratas, simpatizava com os pedidos de tarifas mais baixas. A oposição de Cleveland às tarifas protecionistas estava enraizada em sua crença de que elas beneficiavam injustamente determinados setores e taxavam injustamente os consumidores, aumentando os preços. Os republicanos, por outro lado, geralmente eram a favor de uma tarifa alta para proteger as indústrias americanas dos concorrentes estrangeiros. Cleveland recomendou uma redução da tarifa como parte de suas duas primeiras mensagens anuais ao Congresso, e dedicou a totalidade de sua mensagem anual de 1887 à redução da tarifa. Cleveland alertou que os superávits orçamentários causados pelas altas tarifas levariam a uma crise financeira.
Apesar da defesa de Cleveland, nenhuma lei tarifária importante foi aprovada durante o seu primeiro mandato. No ano de 1886, um projeto de lei para reduzir a tarifa foi derrotado por pouco votos na Câmara. Os republicanos, assim como os democratas protecionistas do norte, como Samuel J. Randall [en], acreditavam que as indústrias americanas fracassariam na ausência de tarifas altas e continuaram a lutar contra os esforços para reduzir as tarifas. Roger Q. Mills [en], presidente do House Committee on Ways and Means [en], propôs um projeto de lei para reduzir a tarifa de cerca de 47% para cerca de 40%. Os republicanos do Senado contra-atacaram apresentando o Henry Blair [en], que teria concedido auxílio educacional federal aos estados com base nos índices de analfabetismo. O projeto foi aprovado no Senado com o apoio de muitos democratas sulistas, cujos eleitores se beneficiaram desproporcionalmente do projeto. O Senado se recusou a aprovar a Tarifa Mills, enquanto a Câmara se recusou a aprovar o Projeto de Lei de Educação Blair.

### Política externa
Cleveland era um não-intervencionista convicto que havia feito campanha em oposição à expansão e ao imperialismo. Em sua posição recusou-se a apoiar o Tratado Frelinghuysen-Zavala, negociado pelo governo pato manco [en] de Arthur, que teria permitido que os Estados Unidos construíssem um canal na Nicarágua ligando o Oceano Atlântico ao Oceano Pacífico. No entanto, ele considerava a Doutrina Monroe uma importante base da política externa e buscava proteger a hegemonia estadunidense  no Hemisfério Ocidental. O Secretário de Estado Bayard negociou com Joseph Chamberlain, da Grã-Bretanha, sobre os direitos de pesca nas águas do Canadá e chegou a um tom conciliatório, apesar da oposição dos senadores republicanos da Nova Inglaterra. Cleveland também retirou da apreciação do Senado o tratado da Conferência de Berlim, que garantia uma porta aberta para os interesses dos Estados Unidos no Congo.
Durante a presidência de Cleveland, teve início a crise de Samoa entre os Estados Unidos, a Alemanha e a Grã-Bretanha. Cada uma dessas nações havia assinado um tratado com Samoa, segundo o qual tinham permissão para se envolver em comércio e manter uma base naval, mas Cleveland temia que os alemães tentassem anexar Samoa depois que os alemães tentaram remover Malietoa Laupepa [en] como monarca de Samoa em favor de Tuiātua Tupua Tamasese Titimaea [en]. Os Estados Unidos incentivaram outro pretendente ao trono, Mataʻafa Iosefo [en], a se rebelar contra Malietoa e, ao fazê-lo, as forças de Mata'afa mataram um contingente de guardas navais alemães. O chanceler alemão Otto Von Bismarck ameaçou uma guerra de retaliação, mas a Alemanha recuou diante da resistência estadunidense e britânica. Em uma conferência subsequente, realizada logo após Cleveland deixar o cargo, os Estados Unidos, a Alemanha e a Grã-Bretanha concordaram em tornar Samoa um protetorado conjunto.

### Política militar

Porta-retato de Cleveland.

A política militar de Cleveland enfatizava a autodefesa e a modernização. No ano de 1885, Cleveland criou o Conselho de Fortificações [en], sob o comando do Secretário de Guerra Endicott, para recomendar um novo sistema de fortificação costeira [en] para os Estados Unidos. O relatório de 1886 do conselho recomendou um programa de construção maciço de 127 milhões de dólares em 29 portos e estuários de rios, incluindo novos canhões rifles de carregamento pela culatra, morteiros e campos minados navais. A maioria das recomendações do conselho foi implementada e, em 1910, 27 locais eram defendidos por mais de 70 fortes.
O Secretário da Marinha Whitney promoveu a modernização da Marinha, embora não tenham sido construídos navios que pudessem se equiparar aos melhores navios de guerra europeus. A construção de quatro navios de guerra com casco de aço, iniciada durante o governo Arthur, foi atrasada devido a uma investigação de corrupção e à subsequente falência do estaleiro de construção, mas esses navios foram concluídos em tempo hábil após o término da investigação. Dezesseis navios de guerra adicionais com casco de aço foram encomendados até o final de 1888; esses navios mais tarde se mostraram vitais na Guerra Hispano-Americana de 1898, e muitos serviram na Primeira Guerra Mundial. Esses navios incluíam os “navios de guerra de segunda classe” Maine e Texas, que foram projetados para se equiparar aos modernos navios blindados recentemente adquiridos pelos países sul-americanos da Europa. Onze cruzadores protegidos (incluindo o Olympia), um cruzador blindado e um monitor também foram encomendados, juntamente com o cruzador experimental Vesuvius.

### Direitos civis e imigração
Cleveland, assim como um número crescente de nortistas (e quase todos os sulistas brancos), acreditava que a reconstrução havia sido um experimento fracassado. Ele não estava disposto a usar o poder federal para fazer valer a Décima Quinta Emenda, que garantia o direito de voto aos afro-americanos. Embora Cleveland não tenha nomeado nenhum negro americano para cargos de patronagem, ele permitiu que Frederick Douglass continuasse em seu cargo de registrador de escrituras em Washington, D.C. e nomeou outro negro para substituir Douglass após sua demissão.
De maneira geral, Cleveland não adotava o nativismo nem as restrições à imigração, mas acreditava que o objetivo da imigração era atrair imigrantes que se assimilariam à sociedade estadunidense. No início de seu mandato, Cleveland condenou os “ultrajes” contra os imigrantes chineses, mas acabou acreditando que a profunda animosidade contra os imigrantes chineses nos Estados Unidos impediria sua assimilação. O Secretário de Estado Bayard negociou uma extensão da Lei de Exclusão Chinesa, e Cleveland fez lobby junto ao Congresso para aprovar a Lei Scott [en], escrita pelo congressista William Lawrence Scott [en], que impedia o retorno dos imigrantes chineses que deixavam os Estados Unidos. A lei foi facilmente aprovada nas duas casas do Congresso e Cleveland a sancionou como lei em outubro de 1888.

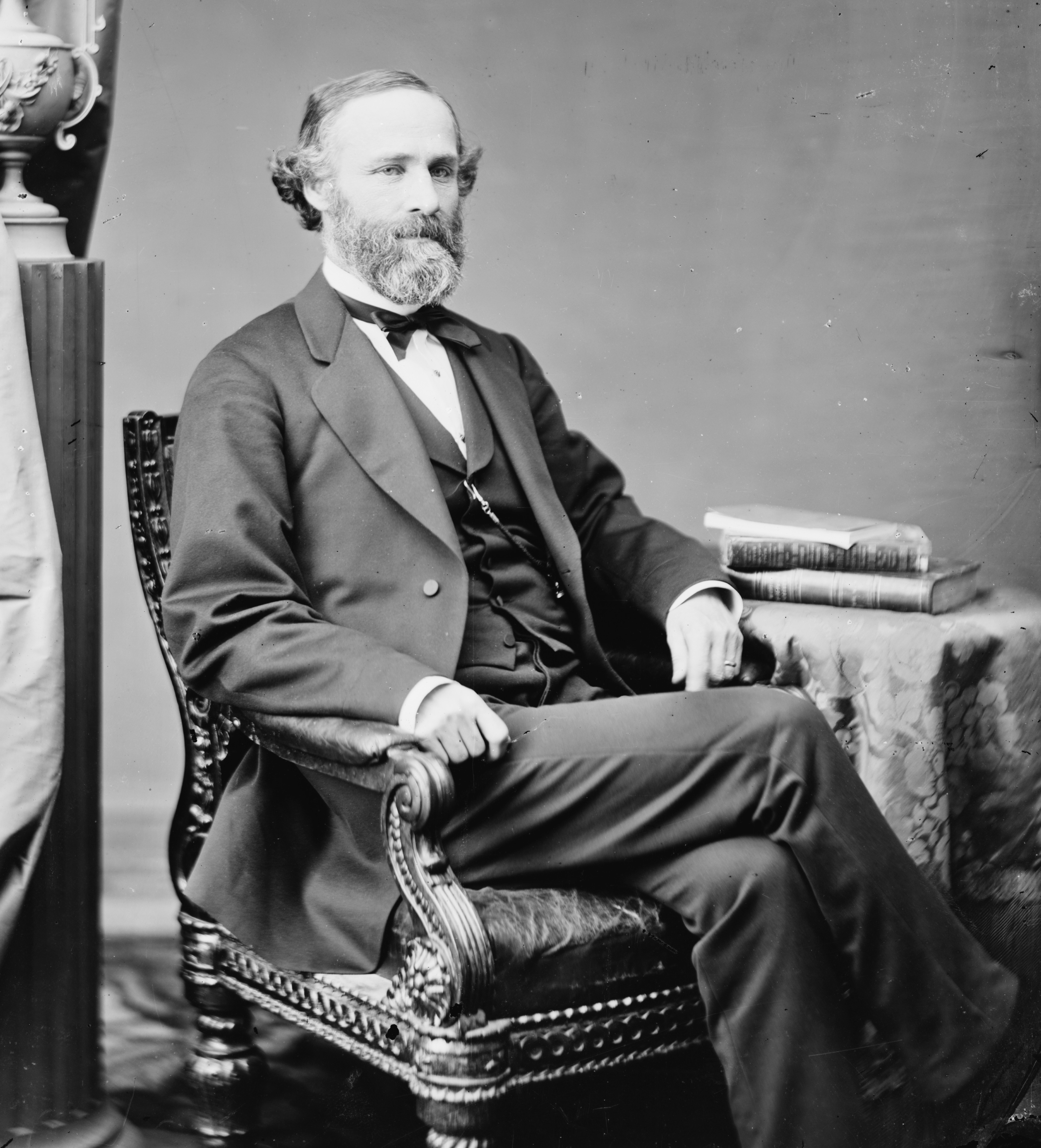
Henry L. Dawes escreveu a Lei Dawes, que Cleveland sancionou como lei.

### Política indígena
Cerca de 250.000 povos indígenas viviam nos Estados Unidos quando Cleveland assumiu o cargo, um declínio drástico em relação às décadas anteriores. Cleveland considerava os nativos americanos como guardiões do Estado, dizendo em seu primeiro discurso de posse que “essa tutela envolve, de nossa parte, esforços para a melhoria de sua condição e a aplicação de seus direitos”. Cleveland incentivou a ideia de assimilação cultural, pressionando pela aprovação da Lei Dawes, que previa a distribuição de terras indígenas a membros individuais das tribos, em vez de o governo federal continuar a mantê-las sob custódia das tribos. Embora uma conferência de líderes indígenas tenha endossado a lei, na prática a maioria dos indígenas a desaprovou. Cleveland acreditava que a Lei Dawes tiraria os indígenas americanos da pobreza e incentivaria sua assimilação pela sociedade branca, mas acabou enfraquecendo os governos tribais porque permitiu que os indigenes vendessem terras tribais e ficassem com o dinheiro para si. Entre 1881 e 1900, o total de terras detidas pelos povos originários cairam de 155 milhões de acres para 77 milhões de acres.
No mês anterior à posse de Cleveland em 1885, o Presidente Arthur abriu quatro milhões de acres de terras do grupo indígena Winnebago e Reserva indígena de Crow Creek [en] no Território de Dakota para a colonização branca por ordem executiva. Dezenas de milhares de colonos se reuniram na fronteira dessas terras e se prepararam para tomar posse delas. Cleveland acreditava que a ordem de Arthur violava os tratados com as tribos e a rescindiu em 17 de abril daquele ano, ordenando que os colonos saíssem do território. Cleveland enviou dezoito companhias de tropas do Exército para fazer cumprir os tratados e ordenou que o General Philip Sheridan, na época Comandante Geral do Exército dos Estados Unidos, investigasse o assunto.

### Nomeações judiciais

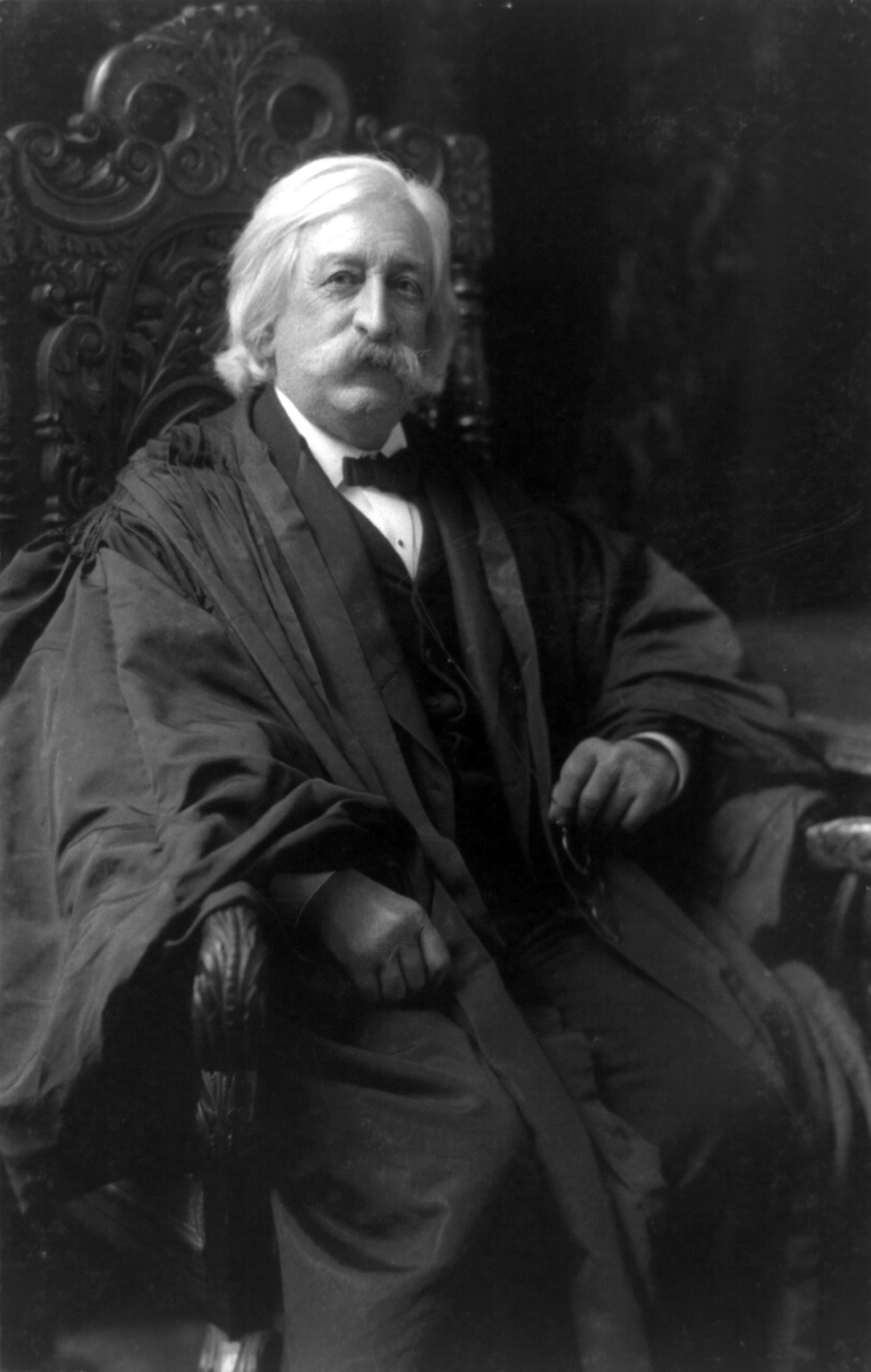
Presidente da Suprema Corte Melville Fuller

Durante seu primeiro mandato, Cleveland indicou com sucesso dois juízes para a Suprema Corte dos Estados Unidos. Após a morte do juiz associado William Burnham Woods [en], indicou o secretário do Interior Lucius Q.C. Lamar para a Suprema Corte no final de 1887. Embora Lamar fosse muito querido como senador, o fato de ter servido à Confederação duas décadas antes fez com que muitos republicanos votassem contra ele. A indicação de Lamar foi confirmada por uma margem estreita de 32 a 28.
O presidente da Suprema Corte, Morrison Waite, morreu em março de 1888 e Cleveland indicou para o cargo Melville Fuller para ocupar seu lugar. Embora Fuller tivesse recusado anteriormente a indicação de Cleveland para a Comissão de Serviço Civil, ele aceitou a indicação para a Suprema Corte. O Comitê Judiciário do Senado passou vários meses examinando o pouco conhecido indicado, antes que o Senado confirmasse a indicação por 41 a 20. Fuller atuou como Presidente da Suprema Corte até 1910, presidindo um tribunal que inaugurou a Era Lochner [en].

### Eleição de 1888

Resultados da eleição de 1888

Com pouca oposição, Cleveland foi reconduzido ao cargo na Convenção Nacional do Partido Democrata de 1888 [en], tornando-se o primeiro presidente democrata a ser reconduzido ao cargo desde Martin Van Buren, em 1840. Como o vice-presidente Hendricks havia morrido em 1885, os democratas escolheram Allen G. Thurman [en], de Ohio, para ser o novo companheiro de chapa de Cleveland. O ex-senador Benjamin Harrison, de Indiana, derrotou John Sherman e vários outros candidatos para ganhar a indicação presidencial da Convenção Nacional do Partido Republicano de 1888 [en]. Os republicanos fizeram uma intensa campanha sobre a questão tarifária, atraindo eleitores protecionistas nos importantes estados industriais do Norte. Os democratas do estado crucial de Nova Iorque estavam divididos em relação à candidatura de David B. Hill para governador, enfraquecendo o apoio de Cleveland. Os republicanos levaram a melhor na campanha, pois a campanha de Cleveland foi mal administrada por Calvin S. Brice [en] e William Barnum [en], ao passo que Harrison contratou arrecadadores de fundos e estrategistas mais agressivos, como Matthew Quay [en] e John Wanamaker [en]. A campanha de Cleveland foi ainda mais prejudicada pela deserção de muitos Mugwumps, que ficaram desapontados com a falta de reformas de longo alcance no serviço público.
Como em 1884, a eleição se concentrou nos estados decisivos de Nova Iorque, Nova Jérsia, Connecticut e Indiana. Cleveland venceu em todos os estados que havia conquistado em 1884, exceto em Indiana e em seu estado natal, Nova Iorque, ambos vencidos com pequena vantagem por Harrison.  Embora Cleveland tenha vencido o voto popular em todo o país por uma margem de 0,8%, a perda dos 36 votos eleitorais de seu estado natal lhe negou a reeleição. Os republicanos também ganharam o controle da Câmara dos Deputados, dando ao partido o controle de ambas as casas do Congresso pela primeira vez desde 1875. A derrota de Cleveland fez dele o primeiro presidente em exercício desde Van Buren a ser derrotado nas eleições gerais.